# Gai (Autriche)
Gai est une ancienne commune autrichienne du district de Leoben en Styrie.